# NGC 1224
NGC 1224 je galaksija u zviježđu Perzej.

## Vanjske poveznice
- SEDS: NGC 1224